# Сяка-де-Педуре
Сяка-де-Педуре (рум. Seaca de Pădure) — село у повіті Долж в Румунії. Входить до складу комуни Сяка-де-Педуре.
Село розташоване на відстані 221 км на захід від Бухареста, 40 км на захід від Крайови.

## Населення
За даними перепису населення 2002 року у селі проживали 568 осіб, усі — румуни. Усі жителі села рідною мовою назвали румунську.